# Claire Wendling
Claire Wendling (Montpellier, 6 december 1967) is een Franse illustrator, striptekenaar en schrijfster van strips. 

## Biografie
In 1989 won Claire op het Internationaal stripfestival van Angoulême de prijs voor het beste talent. Zij won deze prijs voor haar bijdrage aan Les Enfants du Nil en Entrechats. In 1990 begon zij met haar tot nu enige stripserie De lichten van de Amalou, op een scenario van Christophe Gibelin. Daarmee won ze de persprijs van het stripfestifal te Angloulême.  
In 1997 emigreerde Claire naar de Verenigde Staten, waar zij in Los Angeles voor de Warner Bros studio's ging werken. Hier werkte zij mee aan diverse projecten, waaronder The Quest for Camelot. Claire kon in Los Angeles niet aarden en keerde na acht maanden terug naar Frankrijk, waar zij dat jaar Desk uitbracht, een schetsboek waar ze in Los Angeles mee begonnen was. In 2000 leverde zij een bijdrage aan de grafische vormgeving van het videospel  Alone in the Dark.
Het werk van Claire Wendling wordt vaak vergeleken met dat van Régis Loisel maar heeft ook overeenkomsten met Britse tekenaars Jeffrey Catherine Jones en Mike Mignola.
- Bibliothèque nationale de France: cb129206184 (data)
- Gemeinsame Normdatei: 130260703
- International Standard Name Identifier: 0000 0000 5958 8057
- Library of Congress Control Number: n2007056353
- Nationale Bibliotheek van Tsjechië: jo20010091998
- Nederlandse Thesaurus van Auteursnamen: 093640897
- Système universitaire de documentation: 069727902
- Virtual International Authority File: 42940305